# 刘买利
刘买利（1958年12月—），男，内蒙古人，中国分析化学家，中国科学院精密测量科学与技术创新研究院研究员、博士生导师，中国化学会理事，中国物理学会理事，中国科学院院士。